# Abemama

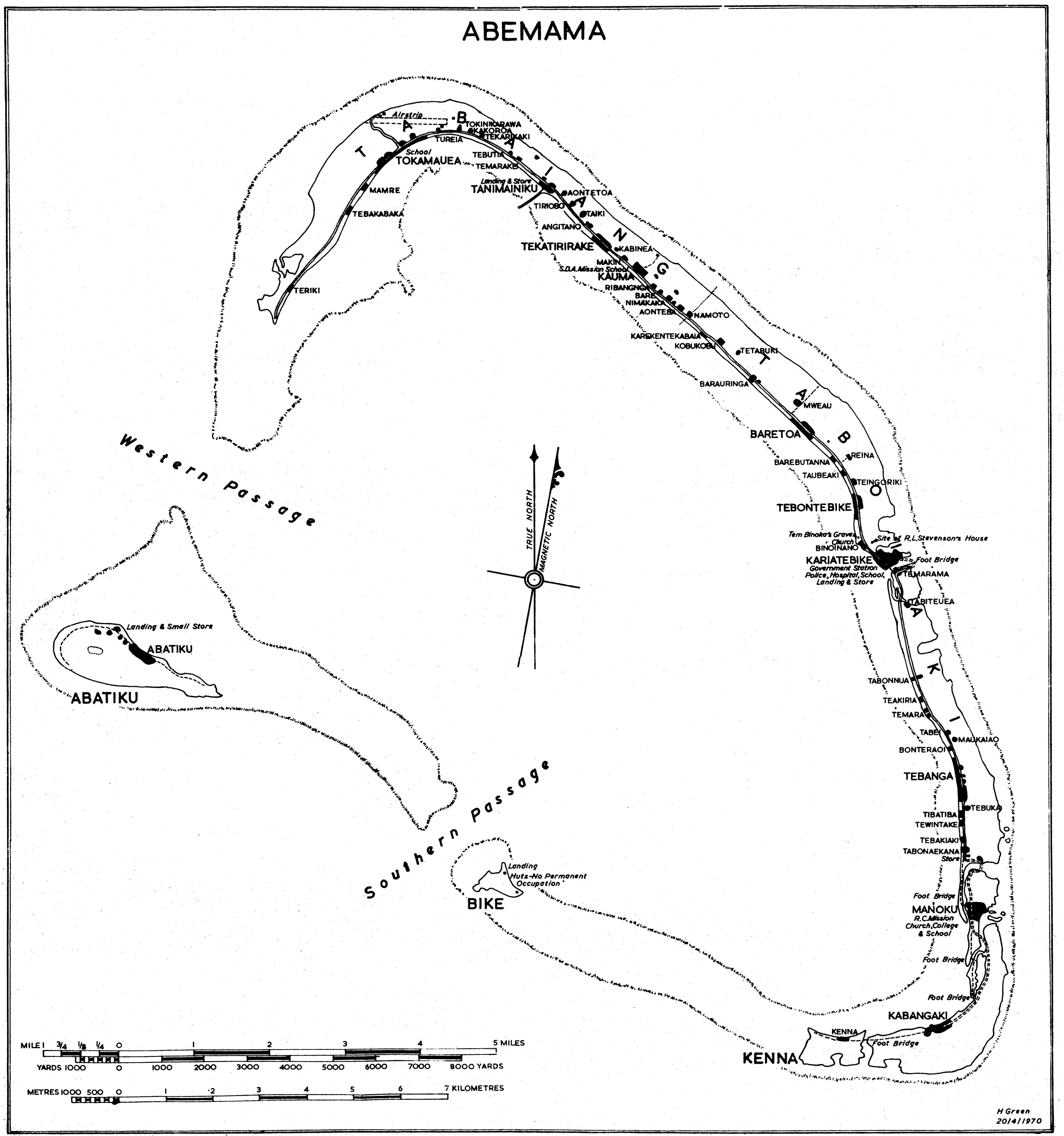
Aldeias da ilha Abemama

Abemama é um atol pertencente a Kiribati localizado no centro do conjunto das Ilhas Gilbert. Se encontra 150 km ao sudeste de Tarawa ao norte da linha do Equador. A ilha é exportadora de copra.

## Geografia
Tem uma área de 16 km² e uma população de 3442 habitantes (1995). As ilhotas que formam o atol rodeam uma laguna profunda central. A parte oriental de Abemama está unida por caminhos elevados permitindo a circulação de automóveis entre as ilhotas.
O povoado de Kariatebike é o centro governamental do atol.

## História
A ilha foi descoberta em 1799 pelo capitão Charles Bishop, que a nomeou "Ilha Roger Simpson", em homenagem a um de seus associados. Em 27 de maio de 1892, no atol de Abemama, o capitão Davis de HMS Royalist declarou um protetorado britânico sobre as Ilhas Gilbert.
Durante a Segunda Guerra Mundial, os japoneses ocuparam a ilha de 1942 a 1943.